# إميليا كانو
إميليا كانو (بالإسبانية: Emilia Cano)‏ هي منافسة ألعاب القوى إسبانية، ولدت في 4 مارس 1968 في كورنيلا دي يوبريغات في إسبانيا.

## وصلات خارجية
- إميليا كانو على موقع الاتحاد الدولي لألعاب القوى (الإنجليزية)
- إميليا كانو على موقع أوليمبيديا (الإنجليزية)